# Lenguaje museográfico
El lenguaje museográfico es el modo característico y propio de comunicación de una exposición, la cual puede tener su ubicación en un museo o en otro contexto. 
El lenguaje museográfico basa su singularidad en que sus activos comunicativos diferenciales son los objetos y los fenómenos tangibles y reales, los cuales están efectivamente presentes en el espacio expositivo compartiendo momento y lugar con el visitante, cuya presencia física en la exposición también deviene un factor diferenciador de este lenguaje.

## El museo contemporáneo: espacio de comunicación
Desde los años setenta del siglo XX cambia el papel relativo de las diferentes funciones que tiene asignadas el museo. Y frente al privilegio tradicional otorgado a la conservación de sus colecciones, la divulgación del conocimiento se convierte en buena medida en su razón de ser. En la actualidad, todos los museos organizan sus propios programas educativos con mejor o peor fortuna, con más o menos recursos.
La propia definición de museo del ICOM —definición que este organismo actualiza regularmente y que ha devenido la referencia comúnmente aceptada— denota una evolución hacia esa función comunicativa y educativa del museo contemporáneo. Así, la definición original de museo de 1946, de la fundación del ICOM era:
La palabra «Museo» incluye todas las colecciones abiertas al público, de material artístico, técnico, científico, histórico o arqueológico, incluyendo jardines zoológicos y botánicos. Pero excluyendo bibliotecas, excepto en cuanto estas mantengan salas de exhibición.
Esta definición contrasta con las revisiones posteriores que sí explicitan aspectos relativos a la función social del museo, como en el caso de la definición aprobada en 1974:
Un «Museo» es una institución permanente, sin ánimo de lucro, al servicio de la sociedad y su desarrollo, abierta al público, que adquiere, conserva, investiga, comunica y exhibe, para propósitos de estudio, educación y deleite, evidencia material del hombre y su ambiente.
Este propósito declarado de comunicar (que se mantendrá en diferentes revisiones de la definición de museo de ICOM) sugiere que el museo asume unas capacidades comunicativas propias, lo cual lo equipara directamente con un medio de comunicación diferente con sus propias particularidades.

## El potencial comunicativo de los objetos
El estudio de la trayectoria de las investigaciones de evaluación del impacto de las exposiciones en los visitantes, sugiere que existe una intención comunicativa directa para las exposiciones ya desde principios del siglo XX. En este sentido, las primeras investigaciones de cierto rigor hechas sobre los visitantes de museos aparecen a finales de los años 20 del siglo XX en USA, impulsadas por Alianza americana de museos, la cual encarga a E. S. Robinson un estudio de observación sistemática del comportamiento del visitante de museos en las salas.
Krzysztof Promian profundiza en la capacidad comunicativa del museo desarrollando un concepto que denomina semióforo, para referirse a los objetos capaces de portar significados trascendentes que van más allá de sus funciones prácticas. Esto hace que esos objetos ya sean elementos comunicadores en sí mismos por el testimonio que dan.
Los objetos reales se caracterizan por poseer algo intangible e inimitable que en ocasiones se ha denominado aura.

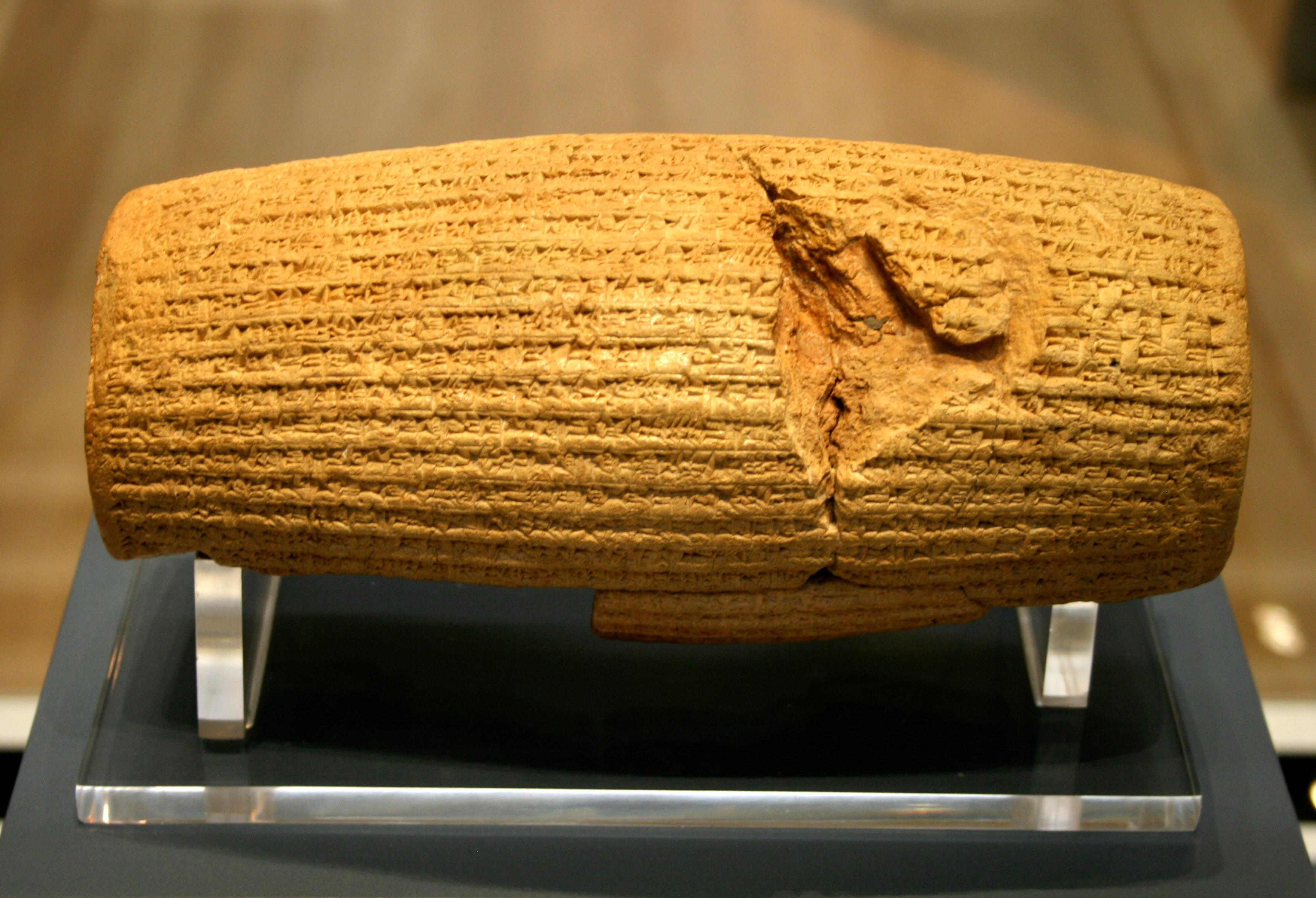
El Cilindro de Ciro en el British Museum, un ejemplo de pieza museográfica única.

Ello hace que la capacidad de trasladar un mensaje determinado por parte de un objeto tenga unas características particulares que hacen que no sea posible sustituirlo con la misma eficacia con otros recursos comunicativos (palabras, fotos, videos…), incluso tampoco por una copia de ese objeto, lo cual evidencia que existe una forma específica y singular de comunicar propia de los museos en base a recursos reales y tangibles.
Algunos autores han identificado explícitamente el museo con un espacio de comunicación:
En un primer lugar el museo, a través de su propia estructura se convierte en el medio o emisor del mensaje de los signos, propio de la sintaxis. En un segundo momento, el museo trata de ofrecernos una serie de contenidos bien organizados que forman la base discursiva y semiótica del mismo; es decir, el museo pretende comunicarnos algo y, para ello, se sirve de la semántica, donde tienen lugar las relaciones entre signos y objetos. Y por último, el receptor o público trata de dar sentido al objeto, interpretando su significado y aplicándolo a la situación cultural en que se mueve, propio de la pragmática dándose una relación entre los signos y el público. Como todo sistema de comunicación, el museo cuenta con sus propias formas discursivas, es decir, posee un centro emisor que es el propio museo, un canal de comunicación que puede ser el propio edificio y las exposiciones de objetos y un centro receptor que es el visitante.
En esencia, la comunicación no es verbal y no se parece a la lectura de un textoya que opera por medio de la presentación sensible de los objetos expuestos. En tanto sistema de comunicación, el museo depende del lenguaje no verbal de los objetos y de los fenómenos observables (...). Su poder de comunicación es tan intenso que su utilización, en el plano ético, debe ser prioridad para los profesionales de museos. El museo comunica por medio de un método que le es propio, pero también utilizando otras técnicas, a riesgo quizá de reducir su inversión en aquello que tiene de más específico.
Autoras del prestigio de Beverly Serrell inciden también con determinación en la función comunicativa de la exposición, particularmente sobre la base de una idea central (big idea) que articula el discurso a comunicar mediante la exposición: Una idea central poderosa aclarará, enfocará y definirá la naturaleza y el alcance de una exposición y proporcionará un objetivo de comunicación bien definido en relación con el que poder evaluar su éxito.
En el mismo sentido argumentan Massimo Negri y Dirk Houtgraaf, bajo el concepto de la importancia de trabajar en base a una core idea a la que la exposición debe servir comunicativamente.

## Evolución del lenguaje museográfico
Los objetos capaces de portar significados (los semióforos de Pomian) existen desde el principio de los tiempos. Comunicaron superioridad en el caso de los trofeos de la Antigüedad clásica; trascendencia en los tesoros de iglesias medievales; exploración intelectual en los studiolos renacentistas y rareza y curiosidad en las cámaras de las maravillas manieristas.
El Laboratorium mechanicum suele citarse como ejemplo de una exposición con fines determinadamente comunicativos. Se trataba de una colección de modelos mecánicos accionables por el visitante que creó el inventor e industrial sueco Cristopher Polhem en 1697, la cual estaba explícitamente dedicada a explicar con eficacia los avances en mecánica.
Las grandes exposiciones universales, cuyo primer exponente fue la Gran Exposición de los Trabajos de la Industria de Todas las Naciones en Londres en 1851, ponen claramente de manifiesto los particulares activos de las exposiciones para comunicar todo tipo de mensajes, particularmente en este caso conceptos relacionados con los avances científicos y tecnológicos. O también, y a partir de La Exposición Universal de Chicago de 1933, impulsando la comunicación intercultural para el intercambio de innovación. Algunas de estas exposiciones universales devinieron museos permanentes aún existentes. Este fue el caso del Palais de la Découverte de París, creado originalmente en 1937 por el nobel Jean Perrin tras intensas labores de investigación museográfica como pabellón para Exposición internacional de las artes y de las técnicas aplicadas a la vida moderna de París.
Puede asociarse lo anterior con los denominados museos corporativos, iniciativas dependientes de empresas privadas a través de las cuales la empresa comunica sus productos, servicios, procedimientos o valores en base a recursos del lenguaje museográfico. Estos establecimientos pueden entenderse como un caso más de aplicación del lenguaje museográfico a objetivos concretos de comunicación.
Algunos autores hablan del concepto de la museología de la idea, que se compara a la museología del objeto tradicional.
La museología de la idea no prescinde de los objetos, sino que éstos son considerados como elementos que han de estar al servicio de la idea o del mensaje que se desea transmitir (…). A diferencia de la museología del objeto, en la museología de la idea se produce una nueva forma de comunicación en la que ya no se trata sólo de facilitar el encuentro entre el visitante y el objeto, sin interferencias de ningún tipo, sino que se pretende, sobre todo elaborar un instrumento de comunicación que ayude al visitante a recoger información y a interpretar los objetos.
En la década de 1930 los estados totalitarios, en su afán de instrumentalizar la cultura, pusieron los museos al servicio de la propaganda del Nuevo Estado. Los grandes museos de historia, en los que se perseguía musealizar una idea, se crearon casi todos en estos años, con algunas pocas excepciones. Se hace referencia a los museos, pero sobre todo, hay que hablar (…) de la llamada gran exposición temática (…).Todas estas exposiciones se concebían en torno de un tema específico, como un elemento de comunicación; por lo tanto, partían de unos objetivos, una planificación, un diseño al servicio de la idea central.
Los llamados Ecomuseos concepto desarrollado por Hugues de Varine en 1971, convergen con la conceptualización de museo de la idea.

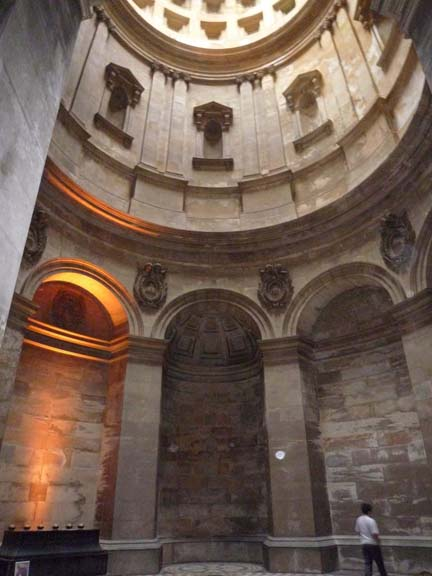
El Mausoleo Hamilton es reconocido por su largo eco. No sólo los objetos (que ocupan el espacio) son recursos del lenguaje museográfico, sino también los fenómenos (que ocupan en tiempo). Objetos y fenómenos, juntos, representan la totalidad de lo real, configurándose como activos básicos del lenguaje museográfico.

A finales de los años 60 del pasado siglo afloran museos de ciencia como el Exploratorium en San Francisco o el Ontario Science Centre en Toronto, que ofrecen una experiencia educativa especialmente intensa fundamentada en facilitar a los visitantes un contacto próximo con ciertos fenómenos científicos, los cuales son recreados tangible y presencialmente en la propia sala del museo, a menudo precisando de la intervención directa del visitante.
Este tipo de museos influyeron en décadas posteriores, proliferando intensamente en todo el mundo. A pesar de lo anterior, los dispositivos que reproducen fenómenos científicos (a menudo llamados módulos) son frecuentemente diseñados para la actividad de un visitante sin considerar la acción de grupos de amigos o familias que interactúan. Los individuos de estos grupos en ocasiones colaboran unos con otros y en otras interfieren uno en la actividad del otro, adoptando roles conflictivos.

## Los recursos propios del lenguaje museográfico
Huyssen se pregunta qué es lo que buscan los visitantes de diferente en el museo, es decir, si es la materialidad real, física, del objeto museístico, del artefacto exhibido que hace posible una experiencia auténtica, frente a la irrealidad siempre fugaz de la imagen sobre la pantalla.
Jorge Wagensberg abunda en la importancia de la experiencia social compartida, así como la relevancia de la conversación en el seno del grupo visitante, como proceso y producto de la experiencia educativa del museo. Se distancia además de la idea de entender una exposición como una combinación de recursos comunicativos de otros lenguajes mezclados en una sala, reivindicando los recursos del museo de ciencia, como además extrapolables a todo tipo de museo. Defiende el museo contemporáneo como un templo de la realidad, de aquello que es real y tangible, desarrollando la idea de un lenguaje propio del museo a partir de los elementos que componen esa realidad: los objetos (que ocupan el espacio) y los fenómenos (que ocupan el tiempo).
Así, asocia el concepto de lenguaje museográfico con las capacidades comunicativas de los objetos reales, pero también con la propia de los fenómenos reales en una enriquecedora sinergia, profundizando también en el concepto de metáfora museográfica cuando objetos o fenómenos reales son empleados con un sentido alegórico en relación con un mensaje determinado.
Esta idea ya se perfiló en base al concepto de science centrum, término formado combinando las palabras museum y centre, para describir un espacio museístico que relacionaría los activos de los museos de ciencias tradicionales de colección orientados a los objetos, y los de los centros de ciencia contemporáneos basados en aplicar en los conceptos.

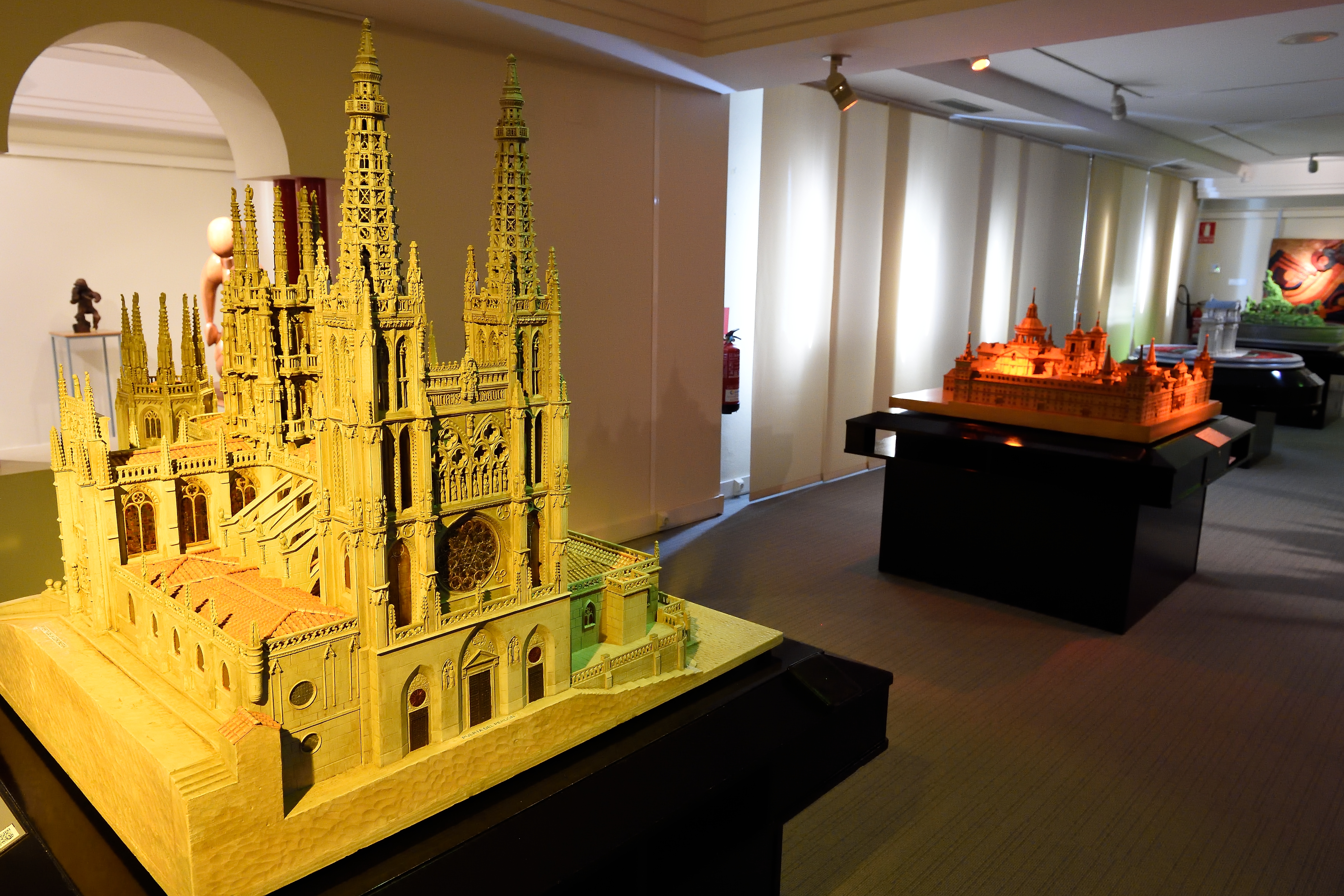
Modelo museográfico de la Catedral de Burgos, con posibilidades hápticas. En el Museo Tiflológico de la ONCE, Madrid.

Es posible deducir cuatro recursos propios del lenguaje museográfico —no sólo en el ámbito de la museología de ciencia— basados en combinar sus dos principales activos (los objetos y los fenómenos reales), con su aplicación comunicativa en la exposición —entendida la exposición como producto final del lenguaje museográfico—: presentándose a sí mismos, o bien representando de forma metafórica a otro objeto, fenómeno o concepto. 

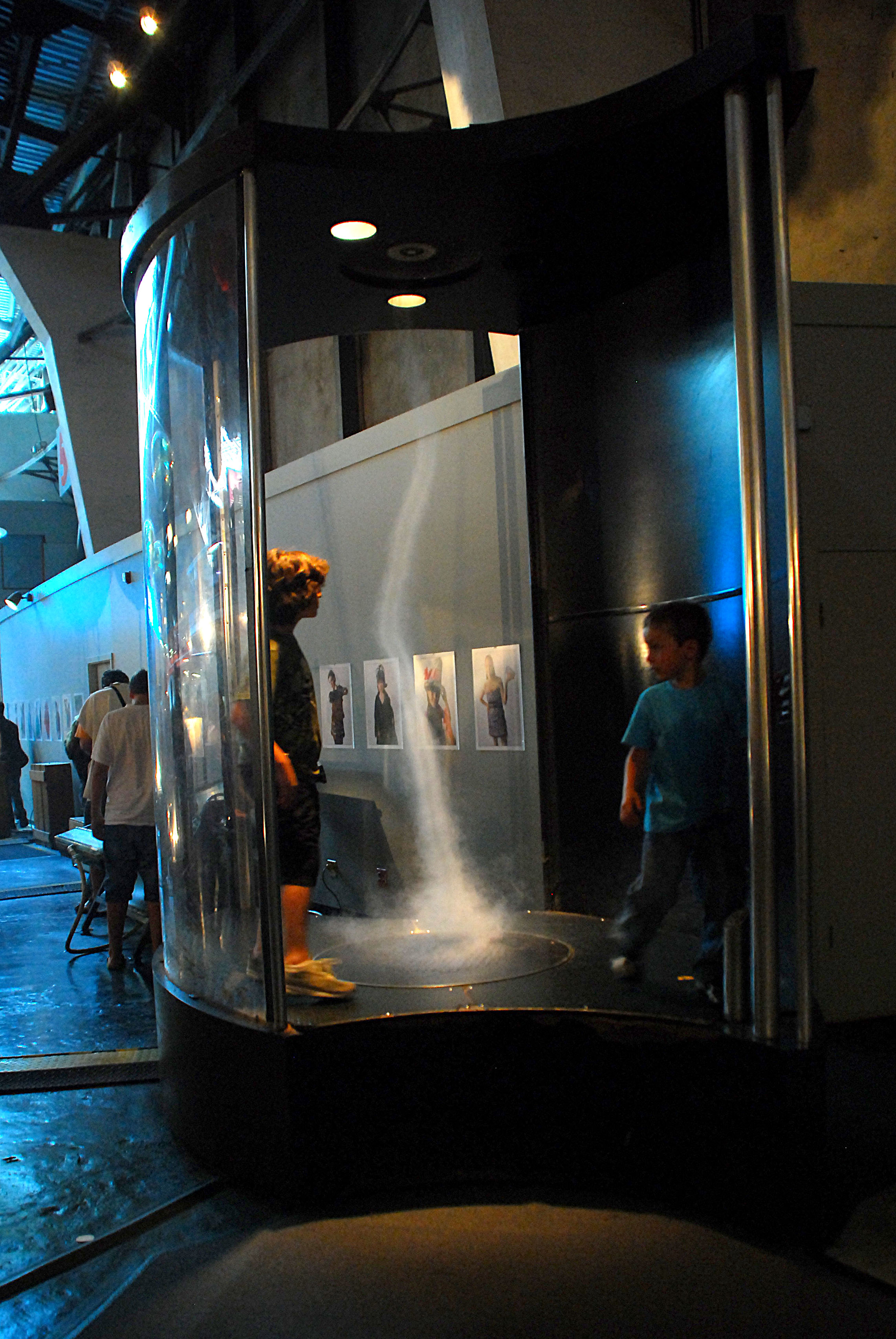
El Tornado de Ned Kahn, como fenómeno real, representa una analogía museográfica de la formación de un tornado real.

De este modo, las piezas son objetos reales que se representan a sí mismos (se presentan) para comunicar un mensaje relativo a su propia esencia; los modelos son objetos reales que no se representan a sí mismos como tales, sino a otro objeto o concepto; las demostraciones son fenómenos reales que se representan a sí mismos (se presentan) para comunicar un mensaje relativo a su propia esencia; y finalmente las analogías son fenómenos reales que no se representan a sí mismos, sino a otro fenómeno o concepto.
Efectivamente, los anteriores recursos del lenguaje museográfico no sólo son aplicables a la museología de ciencia, sino que pueden extenderse al tratamiento museístico de cualquier disciplina. E incluso pueden trascender a los museos para aplicarse a muy diversos propósitos comunicativos en diferentes ámbitos de la sociedad. Por lo tanto, el lenguaje museográfico puede verificarse también fuera del museo aunque en él tenga su espacio dedicado; de modo análogo a como el lenguaje musical puede verificarse plenamente también en otros ámbitos diferentes a una sala de conciertos.
Entre las conclusiones que se pueden obtener del estudio de los recursos propios del lenguaje museográfico, es posible comprender a los museos de ciencia contemporáneos —con frecuencia llamados museos interactivos— como un tipo de museo más, aunque priorizaban el recurso del fenómeno respecto del recurso más tradicional del objeto.
Cabe destacar que el lenguaje museográfico basado en el fenómeno real asociado al objeto real no es un recurso exclusivo del ámbito del museo de ciencia. Como ejemplo, el Museo del Prado ha experimentado con aromas olfativos asociados de diferentes cuadros pictóricos, en un caso de conexión entre objeto y fenómeno en un entorno diferente al del museo de ciencia.

## Lenguaje museográfico y educación
Como se ha comentado, una de las funciones asumidas por el museo contemporáneo tiene que ver con un propósito educativo, entendido este concepto en su sentido más amplio.
Precisamente las características que distinguen a la educación en museos respecto a otros contextos educativos formales o no formales, pueden relacionarse con los activos mencionados del lenguaje museográfico:
- El estímulo inicial: en los museos, el estímulo inicial se provoca por el contacto directo con un fenómeno o con un objeto; se viven experiencias reales y concretas (…).
- Las características del medio: los museos son un medio lleno de estímulos que favorece que los visitantes se mantengan interesados (…).
- El comportamiento aceptado de los participantes. En los museos, los participantes adoptan una amplia variedad de comportamientos aceptados: miran, observan, hablan unos con otros, a menudo tocan o manipulan objetos, ocasionalmente leen paneles, se sientan, se agachan, etc. Las diferentes maneras de actuar de los participantes (mirar, observar, hablar, tocar, manipular, leer, etc.), que se convierten en protagonistas de la visita (…).
- Las interacciones sociales. En los museos el aprendizaje es un acto social en el que los participantes intercambian información. El museo puede potenciar las interacciones sociales: tanto entre escolares, como visitantes con amigos o familiares, etc. La visita permite establecer vínculos en un escenario diferente al del aula, a la vez que permite establecer nuevos puentes de encuentro que favorecen que emerjan conversaciones y actividades desde una fuerte componente afectiva por el carácter emotivo propio de las salidas (…).
- Los objetivos educativos: Disfrutar del aprendizaje es uno de los principales objetivos educativos de un museo. Se ofrece la oportunidad de desarrollar actitudes científicas, tales como la reflexión crítica, la curiosidad, la mente abierta, la creatividad, la inventiva, el respeto, la observación, la constatación de evidencias, la cooperación, la perseverancia, la tolerancia de la incertidumbre, cuestionar el mundo, hacerse preguntas sobre todo lo que nos rodea, etc.
- El público al que se dirige. Los visitantes de un museo son de diferentes edades, y tienen diferentes niveles de conocimiento, por tanto, conforman una audiencia heterogénea, diversa como la propia sociedad. De ahí que los museos se convierten en un escenario que debe preocuparse por atender a la diversidad (…).[28][29]